# Tâlhar
Tâlharul, bandit, om ticălos, nemernic spre deosebire de hoț, el comite o tâlhărie, jafuri făcând uz de forță, furtul este frecvent însoțit de torturarea sau uciderea victimei.